# Eyk Pokorny
Eyk Pokorny (Berlim, 22 de novembro de 1969) é um desportista alemão que competiu no ciclismo na modalidade de pista, especialista nas provas de velocidade e tándem.
Ganhou cinco medalhas no Campeonato Mundial de Ciclismo em Pista entre os anos 1991 e 1999, e duas medalhas de ouro no Campeonato Europeu de Omnium, nos anos 1995 e 1997.
Participou nos Jogos Olímpicos de Verão de 1996, ocupando o 7.º lugar na prova de velocidade individual.

## Medalheiro internacional
| Campeonato Mundial | Campeonato Mundial    | Campeonato Mundial | Campeonato Mundial     |
| Ano                | Lugar                 | Medalha            | Competição             |
| ------------------ | --------------------- | ------------------ | ---------------------- |
| 1991               | Stuttgart ( Alemanha) | Medalha de ouro    | Tándem (A)             |
| 1993               | Hamar ( Noruega)      | Medalha de bronze  | Velocidade individual  |
| 1997               | Perth ( Austrália)    | Medalha de prata   | Velocidade por equipas |
| 1998               | Bordéus ( França)     | Medalha de bronze  | Velocidade por equipas |
| 1999               | Berlim ( Alemanha)    | Medalha de bronze  | Velocidade por equipas |
| Campeonato Europeu |                       |                    |                        |
| Ano                | Lugar                 | Medalha            | Competição             |
| 1995               | Valencia ( Espanha)   | Medalha de ouro    | Omnium sprint          |
| 1997               | Berlim ( Alemanha)    | Medalha de ouro    | Omnium sprint          |